# Shepard Fairey
Shepard Fairey (ur. 15 lutego 1970 r. w Charlestonie) – amerykański artysta, grafik, aktywista społeczny, działający w przestrzeni publicznej (street art), tworząc m.in. murale, naklejki, plakaty i wydruki. W swej twórczości zaciera granice między sztuką tradycyjną a komercyjną. 

## Życiorys
Urodził się 15 lutego 1970 r. w Charlestonie, w rodzinie pochodzącej z klasy średniej. Jako nastolatek zainteresował się kulturą deskorolkarzy i ok. 1984 r. zaczął sprzedawać ręcznie zdobione deski i koszulki. W 1988 r. ukończył Idyllwild Arts Academy w Palm Springs, a w 1992 r. uzyskał magisterium na Rhode Island School of Design. To wtedy zainteresował się sztuką uliczną i rozpoczął swoją pierwszą kampanię bazującą na nalepkach – z portretem André René Roussimoffa i napisem André the Giant Has a Posse. Międzynarodową uwagę zyskał za pomocą nalepki z napisem OBEY, którą sprzedał w ponad milionie egzemplarzy. Ten wzór stał się potem podstawą do stworzenia marki odzieżowej o nazwie OBEY.

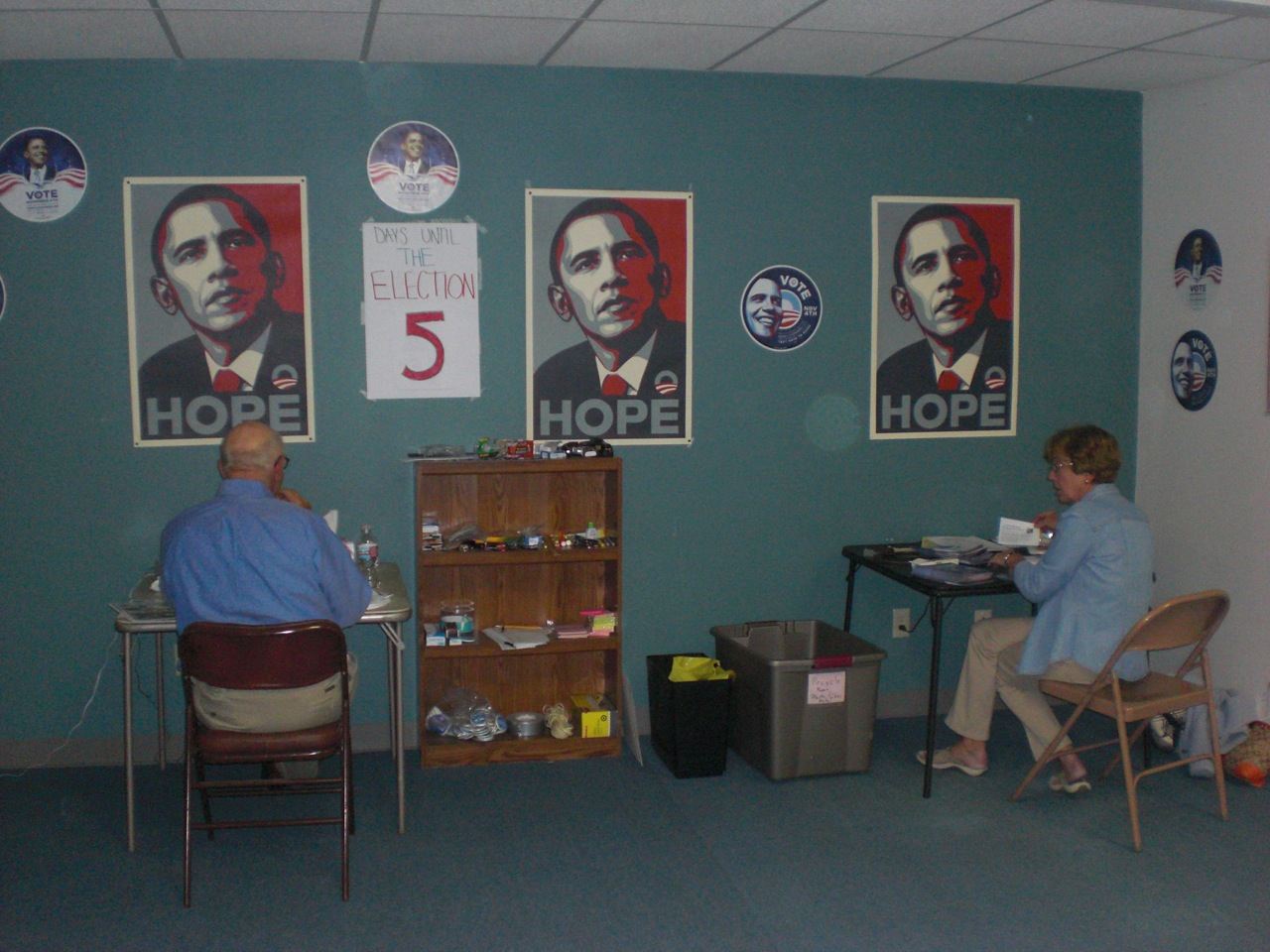
Plakaty Hope podczas kampanii wyborczej w 2008 r.

W 2008 r. Fairey odniósł kolejny sukces za sprawą stworzonego z własnej inicjatywy czerwono-niebieskiego plakatu Hope, który szybko zaczął być wykorzystywany przez sztab wyborczy Baracka Obamy i był często podrabiany. Fairey wydrukował 300 tys. sztuk plakatu, które dystrybuował w oficjalnym sklepie marki OBEY, a zarobione pieniądze przeznaczał na produkcję kolejnych partii. Magazyn New Yorker uznał plakat za najskuteczniejszy rysunek polityczny od czasów „Uncle Sam Wants You”  z czasów I wojny światowej. Jego wizerunek Obamy bazował na zdjęciu Mannie Garcii, które wykorzystał bez starania się o zgodę na jego wykorzystanie. Zatrudniająca ją Associated Press domagała się od Faireya zapłaty, a ten w odpowiedzi pozwał agencję. Sprawa toczyła się przed sądem w 2011 r., a w kolejnym roku Fairey został uznany winnym zaniedbań, które doprowadziły do zniszczenia dokumentów. Po raz kolejny wszedł w konflikt z prawem w 2015 r., gdy miasto Detroit ukarało go za umieszczenie plakatów w 18 niedozwolonych miejscach, ale sprawa została umorzona przez sąd.
W 2008 r. Fairey użyło portretu Obamy do stworzenia okładki dla publikacji Time Magazine’s Person of the Year. Trzy lata później ponownie zaprojektował dla Time Magazine okładkę wydania Person of the Year. W 2020 r. ukazał się numer magazynu Rolling Stone z okładkowym portretem Grety Thunberg jego projektu. Fairey protestował także przeciw wojnie w Iraku, wspierał ruch Occupy Wall Street, opowiadał się za ograniczeniem dostępu do broni i większą ochroną środowiska, a także zaprojektował koszulkę na potrzeby prezydenckiej kampanii prawyborczej Berniego Sandersa w 2016 r. W proteście przeciw narastającemu rasizmowi w trakcie kampanii prezydenckiej w 2016 r. stworzył serię trzech plakatów zatytułowanych We the People. W 2024 r. pod wpływem słów Kamali Harris nie cofniemy się stworzył plakat z jej wizerunkiem i napisem FORWARD, utrzymany w stylistyce plakatu HOPE.
Institute of Contemporary Art w Bostonie uznał go za jednego z najpopularniejszych i najbardziej wpływowych twórców sztuki ulicznej XXI w. Jego prace wystawiano m.in. w Seulskim Centrum Sztuki, muzeum w Máladze, Halsey Institute of Contemporary Art w Charlestonie, The Public Trust w Dallas, Contemporary Arts Center w Cincinnati, Warhol Museum w Pittsburghu i Institute of Contemporary Art w Bostonie. W 2017 został wyróżniony Art Wynwood Tony Goldman Lifetime Artistic Achievement Award. Jego prace znajdują się w kolekcjach m.in. Museum of Modern Art w Nowym Jorku, Victoria and Albert Museum w Londynie, Smithsonian's National Portrait Gallery w Waszyngtonie, Boston Institute of Contemporary Art, Los Angeles County Museum of Art i San Francisco Museum of Modern Art.